# (4095) Ishizuchisan
(4095) Ishizuchisan ist ein Hauptgürtelasteroid, der am 16. September 1987 von Tsutomu Seki vom Geisei-Observatorium aus entdeckt wurde.
Der Asteroid wurde nach dem Berg Ishizuchi auf der japanischen Insel Shikoku benannt.